# Karsai vs. Magyarország per

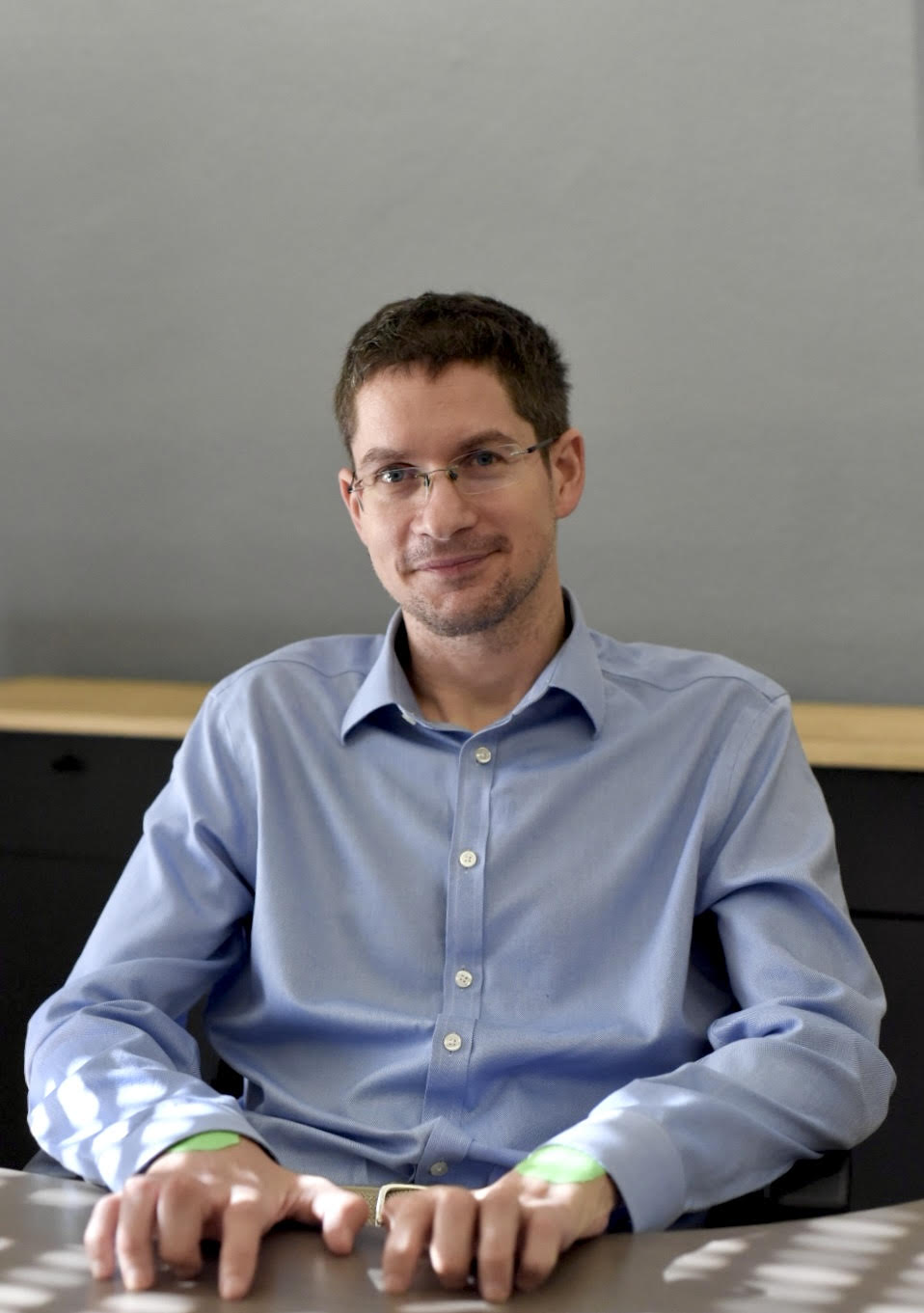
Karsai Dániel

Karsai Dániel alkotmányjogász 2023. augusztus 10-én saját betegsége kapcsán keresetet nyújtott be a strasbourgi Emberi Jogok Európai Bíróságához, mivel álláspontja szerint az életvégi döntések meghozatalának magyarországi tilalma az alapvető emberi jogokat (emberi méltóságból fakadó önrendelkezési jogot, az embertelen, megalázó bánásmód tilalmát és a világnézeti meggyőződés szabad megválasztásához való jogot) sérti.

## Előzmények
Magyarországon az aktív eutanázia tiltott. A hatályos jogszabályok alapján extraterritoriális hatállyal (külföldön is) büntetőjogi eszközökkel üldözhetik még azokat is, akik az eutanáziában segítséget nyújtanak. Karsai álláspontja szerint az életvégi döntések meghozatalának magyarországi tilalma az alapvető emberi jogokat – emberi méltóságból fakadó önrendelkezési jogot, az embertelen, megalázó bánásmód tilalmát és a világnézeti meggyőződés szabad megválasztásához való jogot – sérti.
Az aktívan sportoló ügyvéd 2021 júliusában észlelte betegsége első tüneteit, 2022 augusztusában diagnosztizálták nála az amiotrófiás laterálszklerózist (ALS). Az alkotmányjogász 2023. augusztus 10-én az EJEB-hez fordult azzal az egyéni panasszal, hogy Magyarországon általánosságban véve lehetetlenek az életvégi döntések, valamit a magyar jogi szabályozás még a külföldön történő eutanázia esetében is bünteti az utazást segítő személyeket.

## Karsai beadványa

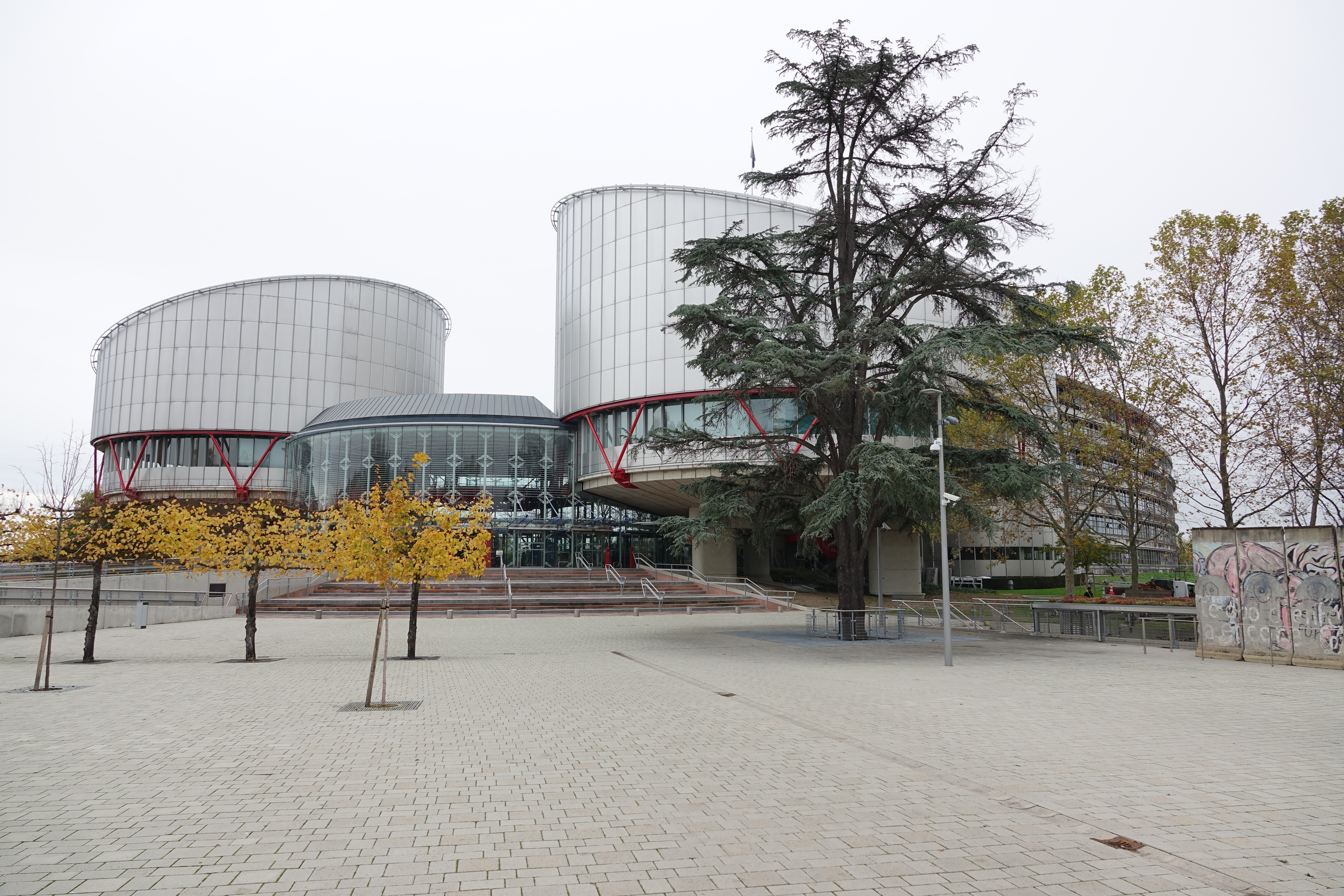
EJEB

Amennyiben az alkotmányjogász számára kedvező döntés születne, akkor a magyar államot végrehajtási kötelezettség terhelné, Karsai szerint az lenne a minimum, ha a Btk. nem büntetné a súlyos betegek kiutazásában közreműködő személyeket. Az ügyvéd elképzelhetőnek tartotta, hogy az egészségügyi törvény módosításával, további jogszabályok megalkotásával lehetőséget kapna arra, hogy Magyarországon fejezze be életét, ha úgy döntene: aktív, közvetlen és szándékolt eutanázia segítségével halna meg, megelőzve a lassú fulladásos halált, amivel a betegsége jár.

## A magyar kormány ellenkérelme
Karsai beadványára (kérelmére) reagálva – az EJEB eljárásrendjét követve – a magyar kormány egy 17 oldalas ellenkérelmet nyújtott be, amiben arra kéri a strasbourgi bíróságot, hogy nyilvánítsa elfogadhatatlanná az eredeti kérelmet vagy állapítsa meg, hogy a kérelmező emberi jogai nem sérülnek a hazájában.
Az ellenkérelem indoklásában az szerepel, hogy 2002-ben az EJEB már döntött egy hasonló esetben (Pretty v United Kingdom, (2346/02)), elutasítva a kérelmet.
Karsai Dániel és jogi képviselője november 6-ig reagálhat az Orbán-kormány ellenkérelmében előterjesztett jogi érvelésre. Az ALS-ben szenvedő jogász határidőre elküldte az EJEB-nek az ellenkérelemre adott viszontválaszát.

## A tárgyalás menete
Figyelembe véve Karsai sürgősség iránti kérelmét a strasbourgi bíróság már 2023. november 28-án nyilvánosan tárgyalta az ügyet (Karsai v. Hungary (no. 32312/23)).
Az Emberi Jogok Európai Bírósága utóbb kétnaposra bővítette az ügy tárgyalását. Az első napon szakértők meghallgatása folyt, illetve a támogató szervezetek – a svájci Dignitas és a European Centre for Law and Justice – nyújottak be írásos észrevételeket. A második napon, november 28-án került sor a kérelem befogadására és az ügy tényleges elbírálására.

## A tárgyalással kapcsolatos legfontosabb dokumentumok
- A strasbourgi Emberi Jogok Európai Bíróságának sajtó-komunikéje a 2023. november 28-i tárgyalásról
- Magyarország Kormányának 2023. október 17-i észrevételei
- Karsai 2023. november 6-i ellenészrevételei
- A bíróság által megkérdezett harmadik felek észrevételei
- A 2023. november 28-i tárgyalási nap videófelvétele

## Társadalmi támogatottság
A 2023 októberében az Opinio piackutató által végzett reprezentatív közvéleménykutatás szerint a megkérdezettek 79%-a elfogadhatónak tartja az eutanáziát (20% teljes mértékben, 59%-uk bizonyos körülmények között), míg a teljesen ellenzők aránya 7 % volt. A kutatásból az derült ki, hogy a tiltás mellett többségében a fiatalok, a 8 általánost végzettek, illetve a férfiak állnak, míg az idősebbek, magasabban iskolázottak, valamint a nők jelentősen elfogadóbbak.
A Medián Közvélemény- és Piackutató Intézet által 2023 novemberében elvégzett mérés szerint a magyar lakosság kétharmada támogatja az eutanáziát, ezen belül 47% az aktív eutanáziát. Az eutanáziát elutasítók aránya jelentős mértékben, a 2013-ban mért 38%-ról 21%-ra csökkent.
A kutatás rámutatott arra az érdekességre is, hogy a kérdésben jelentősen megoszlanak a vélemények pártszimpátia alapján: míg a teljes magyar lakosság kétharmada, addig a Fidesz-szavazóknak csak a fele támogatja, hogy az emberek az életvégi kérdésekben szabadon dönthessenek.
Az IDEA Intézet 2023 novemberi mérése alapján a magyar felnőttek többsége egyetértene azzal, ha az aktív eutanáziát is engedélyeznék. A válaszadók 69%-a ért egyet a passzív eutanáziával, míg az aktív eutanáziát is támogatók aránya 62%.
Az eutanázia kérdésével kapcsolatban a nők, a 30 év felettiek, az iskolázottabbak, a nagyobb településen élők az elfogadóbbak.
A felmérés megerősítette, hogy a kérdés megítélése nagyon eltérő a különböző pártszimpátiájú válaszadók esetében, a
- Magyar Kétfarkú Kutya Párt támogatóinak 85%-a
- Momentum támogatóinak 84%-a
- Demokratikus Koalíció támogatóinak 81%-a
- bizonytalanok pártszimpátiájúak 72%-a
- Fidesz-KDNP támogatóinak 34%-a
- Mi Hazánk támogatóinak 27%-a

értene egyet azzal, hogy ellenőrzött körülmények közt legyen lehetőség aktív eutanáziára.
A Magyar Hang hetilap olvasói jelentős fölénnyel Karsai Dánielt választották az év emberének.